# Böle, Gävle kommun
Böle är en by i Hedesunda socken, Gävle kommun och är känd i skriftliga källor sedan år 1551. Tidiga stavningar: Börle och Böleth. Böle är grannby med byn Oppåker.